# Mornay (Saône-et-Loire)
Mornay település Franciaországban, Saône-et-Loire megyében. Lakosainak száma 142 fő (2022. január 1.). Mornay Ballore, La Guiche, Martigny-le-Comte, Saint-Bonnet-de-Joux és Viry községekkel határos.

## Népesség
A település népességének változása:
| Lakosok száma | 126  | 124  | 128  | 132  | 136  | 136  | 136  | 137  | 142  |
|               | 2013 | 2015 | 2016 | 2017 | 2018 | 2019 | 2020 | 2021 | 2022 |